# Ans Schut
Johanna Schut, detta Ans (Apeldoorn, 26 novembre 1944), è un'ex pattinatrice di velocità su ghiaccio olandese.

## Palmarès
Olimpiadi
- 1 medaglia:
  - 1 oro (3000 m a Grenoble 1968)

Mondiali - Completi
- 2 medaglie:
  - 1 argento (Helsinki 1968)
  - 1 bronzo (Grenoble 1969)

Europei
- 1 medaglia:
  - 1 bronzo (Heerenveen 1970)